# Верт на Дунаву
Верт ан дер Донау (њем. Wörth an der Donau) град је у њемачкој савезној држави Баварска. Једно је од 41 општинског средишта округа Регенсбург. Према процјени из 2010. у граду је живјело 4.420 становника. Посједује регионалну шифру (AGS) 9375210.

## Географски и демографски подаци
Верт ан дер Донау се налази у савезној држави Баварска у округу Регенсбург. Град се налази на надморској висини од 320–630 метара. Површина општине износи 52,3 km². У самом граду је, према процјени из 2010. године, живјело 4.420 становника. Просјечна густина становништва износи 84 становника/km².